# Simo Järvinen
Simo Järvinen, född 21 september 1938 i Helsingfors, död 5 augusti 1997 i Esbo, var en finländsk arkitekt.
Järvinen blev främst känd som utformare av stadsplanen, miljön och byggnaderna i stadsdelen Olars i Esbo (tillsammans med Eero Valjakka, med vilken han hade gemensam byrå 1965–1986), som byggdes ut under 1970-talet. Stadsdelen fick en humanare utformning än de flesta andra samtida förorter och belönades med ett flertal miljöpris. Järvinen utformade även stadsplanerna för Mattby, Frisby och Distby i Esbo, planerade Nylands länsstyrelses kanslibyggnad i Böle samt ett flertal bostadsbyggnader på nyare områden, bland annat på Skatuddens östra udde i Helsingfors.
Åren 1987–1990 innehade han en biträdande professur vid Tammerfors tekniska högskola.